# Maude Delap
Maude Jane Delap (Templecrone Rectory, Comtat de Donegal, 7 de desembre de 1866 - illa de Valentia, Irlanda, 23 de juliol de 1953) va ser una biòloga marina autodidacta, coneguda per ser la primera persona que va criar meduses en captivitat, i així va observar-ne el cicle vital complet per primera vegada. També va participar en un extens estudi del plàncton de les costes de l'illa de Valentia.

## Primers anys i educació

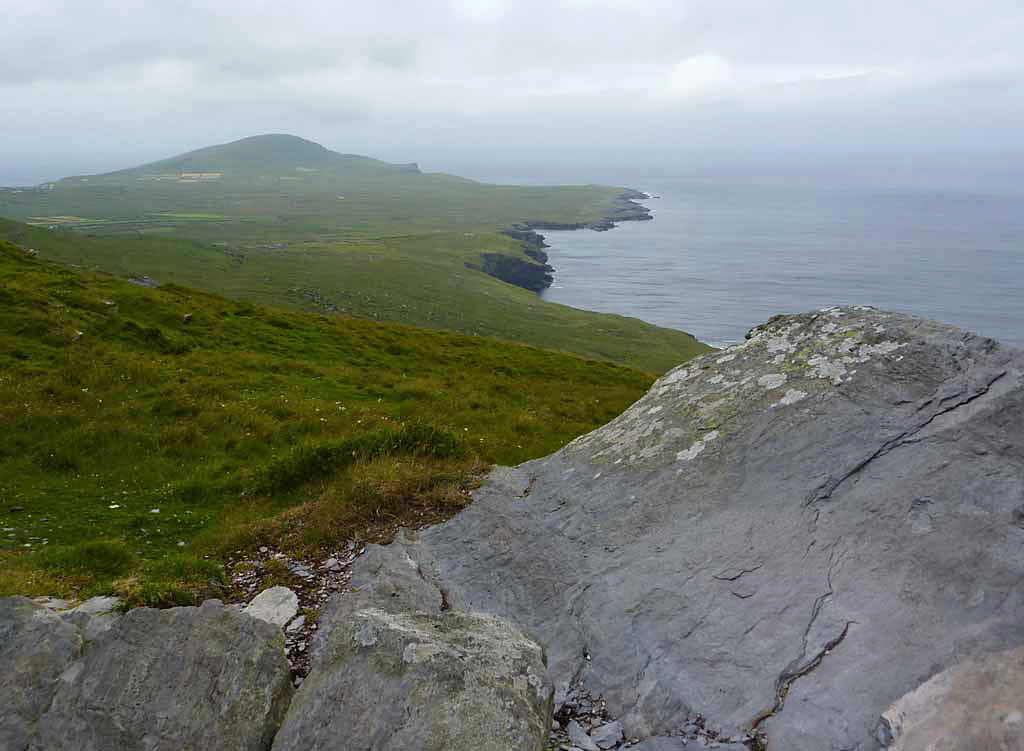
Illa de Valentia, on arribà Maude Delap el 1874

Maude Delap va néixer a Templecrone Rectory, Comtat de Donegal, la setena dels deu fills del reverend Alexander Delap i Anna Jane (nascuda Goslett). El 1874, quan tenia 8 anys, la família es va traslladar a l'illa de Valentia perquè el seu pare es va convertir en rector de l'illa i Cahersiveen. Maude i les seves germanes no van rebre educació formal, més enllà de l'ensenyament de l'escola primària, en contrast amb la que van rebre els seus germans nois. Maude i la seva germana Constance van sentir interès per la zoologia i la biologia marina i es van formar de manera autodidacta.

## Col·leccionisme i recerca
Maude Delap i la seva germana Constance van ser col·leccionistes prolífiques d'espècimens marins, molts dels quals ara es troben a les col·leccions del Museu d'Història Natural de Dublín. El 1895 la Reial Acadèmia Irlandesa va portar a Valentia una comitiva d'investigadors, dirigida per Edward Thomas Browne, de la University College de Londres, que es proposaven una anàlisi de la flora i la fauna locals. Les germanes Delap hi van col·laborar i molts dels exemplars que havien capturat van ser enviats al Museu d'Història Natural de Dublín. Després d'aquesta col·laboració, Maude i Constance van continuar recollint exemplars mitjançant dragatge i xarxes de remolc, així com registrant la temperatura del mar i els canvis en la vida marina. Maude Delap va mantenir correspondència amb Browne, enviant-li exemplars i dibuixos fins a la seva mort, el 1937.
Delap es va interessar cada cop més pel cicle de vida de diverses espècies de meduses, sent la primera persona a criar-les amb èxit en captivitat al laboratori de casa seva, fent servir aquaris casolans. Va criar Chrysaora isòsceles i Cyanea lamarckii en pots de campana, va observar-ne els hàbits de reproducció i alimentació i va publicar els resultats de les recerques.

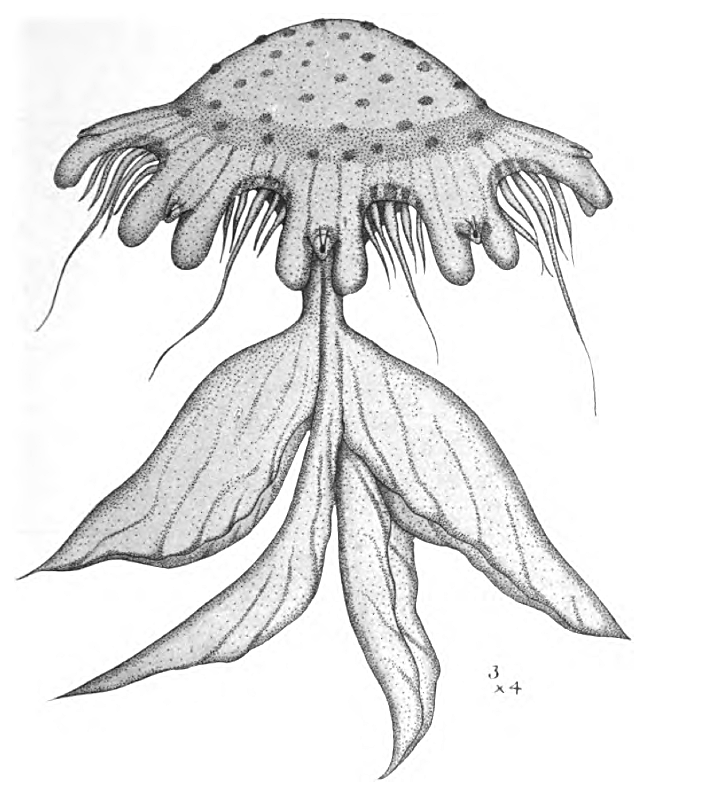
Cyanea de set setmanes. Dibuix de Delap

Aquest treball pioner va permetre la primera identificació de les diferents etapes del cicle vital (medusa i hidra). El seu laboratori es coneixia com el departament; el seu nebot, Peter Delap, el va descriure com «una heroica barreja de llibres, exemplars, aquaris, amb la seva olor generalitzada de marea baixa».

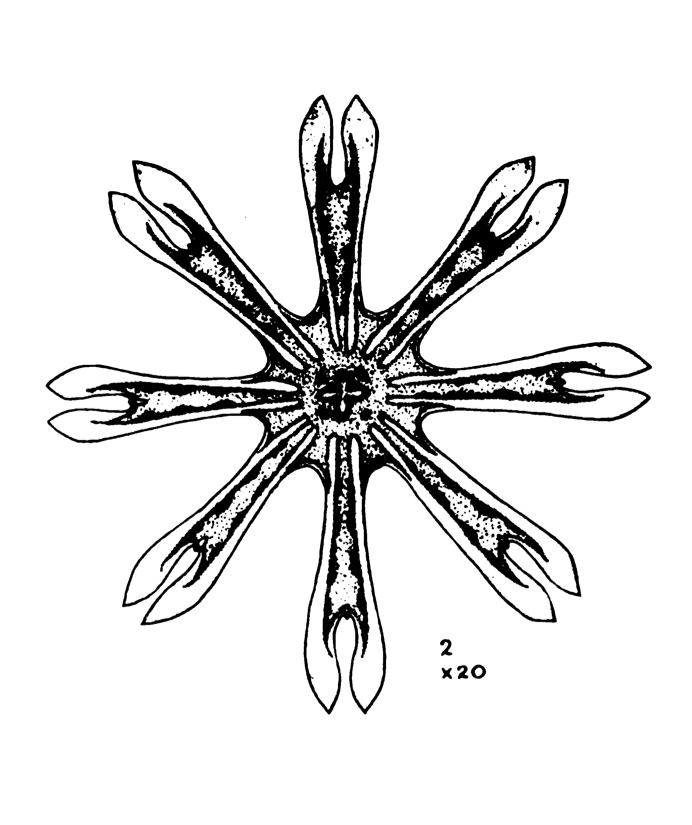
Ephyra-Cyanea Lamarckii. Dibuix de Delap

Per les seves contribucions a la biologia marina, se li va oferir una plaça el 1906 a l'Estació Biològica Marina de Plymouth, oferiment que va declinar a causa del seu pare, que sostenia que «cap filla meva marxa de casa, excepte com a dona casada». L'interès de Maude Delap es va estendre a moltes formes de flora i fauna, inclosa la identificació d'una balena amb bec de True, que es va arrossegar fins a l'illa. Aquesta era una espècie de balena que abans només es coneixia a partir d'un exemplar incomplet dels Estats Units.

## Vida posterior i reconeixement
Una anemona de mar fou anomenada en honor seu amb el seu cognom, Edwardsia delapiae, que es va identificar per primera vegada a les costes de l'illa de Valentia. Aquesta anemona es troba en l'aigua de mars poc profunds i es desconeix fora de l'illa de Valentia. La denominació havia estat suggerida per Thomas Alan Stephenson en el seu llibre British sea anemones. Stephenson hi assenyalava que l«'habilitat i la persistència de la senyoreta Delap en la recollida d'espècies rares són infatigables».
El 1936 Maude Delap va ser nomenada sòcia de la Linnean Society de Londres. Va morir el juliol de 1953, i va ser enterrada a prop de Knightstown, al comtat de Kerry.
Se li va erigir una placa commemorativa el 1998 a l'illa de Valentia. Delap també va ser objecte d'una obra d'art de Dorothy Cross, que explorava la seva vida i la seva interacció amb científics i artistes coetanis.

## Publicacions
- Browne, Edward Thomas i Delap, Maude Jane (1890) Quaderns, dibuixos i papers sobre hidrozous i altres celenterats de València, Port Erin, Plymouth i altres llocs
- Delap, Maude Jane (1899) Diari de gravació d'observacions sobre Coelenterata i altres animals marins al voltant de València, Irlanda